# Yunnanosaurus
Genre
Espèces de rang inférieur
- † Y. huangi Young, 1942 (espèce type)
- † Y. youngi Lü et al., 2007

Yunnanosaurus (« lézard du Yunnan ») est un genre éteint de grands dinosaures sauropodomorphes. Il a vécu du Jurassique inférieur au Jurassique moyen dans ce qui correspond à l'actuelle province du Yunnan, en Chine.

## Liste des espèces

### Yunnanosaurus huangi
L'espèce type, Y. huangi, fut nommée par C. C. Young en 1942, qui créa la famille des Yunnanosauridae pour l'inclure, bien que la famille comprenne seulement le genre. Young créa également une autre espèce, Y. robustus, en 1951,, mais celui-ci a depuis été intégré à l'espèce type. La confusion dans la classification s'expliquait par le fait que les tout premiers spécimens découverts provenaient d'individus juvéniles, tandis que les Y. robustus représentaient des adultes pleinement développés.

### Yunnanosaurus youngi
En 2007, Lu et ses collègues décrivirent une autre espèce,Y. youngi, nommée en hommage à C. C. Young. En plus de quelques différences au niveau des squelettes, Y. youngi, avec ses 13 mètres de long, était nettement plus grand que Y. huangi (7 mètres), et nettement plus récent, appartenant au Jurassique moyen.

## Description
Connu à partir de deux espèces valides, la taille de Yunnanosaurus pouvait varier de 7 mètres de long et 2 mètres de haut, jusqu'à 13 mètres de long pour les plus grands spécimens.
Yunnanosaurus se déplaçait à quatre pattes mais il pouvait se dresser sur ses pattes arrière. Il possédait des dents plus évoluées que celles des autres sauropodomorphes de la même époque. Elles étaient en forme de cuillère, similaires à celles des sauropodes plus récents. Néanmoins, les chercheurs ne considèrent pas que Yunnanosaurus soit particulièrement proche des sauropodes sur le plan phylogénétique car les autres parties du corps sont distinctement « prosauropodiques » dans leur apparence. Ces similitudes dans leur dentition ne sont donc pas la preuve d'une proximité phylogénétique entre Yunnanosaurus et les sauropodes, mais plutôt un exemple de convergence évolutive. 
Les mâchoires de Yunnanosaurus comprenaient plus de soixante dents, uniques parmi les prosauropodes, en cela que ces dents étaient « auto-aiguisantes » parce qu'elles « [frottaient] les unes contre les autres pendant que l'animal se nourrissait ».

## Classification
Il est à sa création considéré comme étroitement apparenté au genre Lufengosaurus. Il est généralement considéré comme proche du genre Jingshanosaurus. Le paléontologue chinois Dong Zhiming considère même Jingshanosaurus pourrait être un grand spécimen d'Yunnanosaurus ; il serait alors un synonyme junior de Yunnanosaurus.
Les deux genres Yunnanosaurus et Jingshanosaurus ont longtemps été regroupés dans la petite famille des Yunnanosauridae. Cette famille est considérée comme obsolète depuis le début de XXIe siècle,,,.
Les  cladogrammes issus des analyses phylogénétiques de B. W. McPhee et ses collègues en 2014 et d'Alejandro Otero et al. en 2015 ne considèrent plus Yunnanosaurus comme un prosauropode qui a été reconnu comme un groupe paraphylétique et l'ont éloigné de Lufengosaurus qui est considéré comme un membre de la famille des Massospondylidae.
Yunnanosaurus est : 
- soit placé en position basale parmi les Sauropodiformes au sein des Massopoda comme dans le cladogramme simplifié d'après B. W. McPhee et ses collègues (2014) ci-dessous[7] ;
- soit en amont des Sauropodiformes, directement dans le clade des Massopoda mais toujours proche de Jingshanosaurus (A. Otero et ses collègues, 2015)[8].

|  | Eucnemesaurus |
|  |               |
|  | Riojasaurus   |
|  |               |

|  | \| \| Jingshanosaurus \| \| \| \| \| \| Seitaad \| \| \| \| |
|  |                                                             |
|  | Anchisauria → vers sauropodes                               |
|  |                                                             |
|  | Jingshanosaurus                                             |
|  |                                                             |
|  | Seitaad                                                     |
|  |                                                             |

|  | Jingshanosaurus |
|  |                 |
|  | Seitaad         |
|  |                 |

|  | \| \| Jingshanosaurus \| \| \| \| \| \| Seitaad \| \| \| \| |
|  |                                                             |
|  | Anchisauria → vers sauropodes                               |
|  |                                                             |
|  | Jingshanosaurus                                             |
|  |                                                             |
|  | Seitaad                                                     |
|  |                                                             |

|  | Jingshanosaurus |
|  |                 |
|  | Seitaad         |
|  |                 |

|  | \| \| Jingshanosaurus \| \| \| \| \| \| Seitaad \| \| \| \| |
|  |                                                             |
|  | Anchisauria → vers sauropodes                               |
|  |                                                             |
|  | Jingshanosaurus                                             |
|  |                                                             |
|  | Seitaad                                                     |
|  |                                                             |

|  | Jingshanosaurus |
|  |                 |
|  | Seitaad         |
|  |                 |

|  | \| \| Jingshanosaurus \| \| \| \| \| \| Seitaad \| \| \| \| |
|  |                                                             |
|  | Anchisauria → vers sauropodes                               |
|  |                                                             |
|  | Jingshanosaurus                                             |
|  |                                                             |
|  | Seitaad                                                     |
|  |                                                             |

|  | Jingshanosaurus |
|  |                 |
|  | Seitaad         |
|  |                 |

|  | Eucnemesaurus |
|  |               |
|  | Riojasaurus   |
|  |               |

|  | \| \| Jingshanosaurus \| \| \| \| \| \| Seitaad \| \| \| \| |
|  |                                                             |
|  | Anchisauria → vers sauropodes                               |
|  |                                                             |
|  | Jingshanosaurus                                             |
|  |                                                             |
|  | Seitaad                                                     |
|  |                                                             |

|  | Jingshanosaurus |
|  |                 |
|  | Seitaad         |
|  |                 |

|  | \| \| Jingshanosaurus \| \| \| \| \| \| Seitaad \| \| \| \| |
|  |                                                             |
|  | Anchisauria → vers sauropodes                               |
|  |                                                             |
|  | Jingshanosaurus                                             |
|  |                                                             |
|  | Seitaad                                                     |
|  |                                                             |

|  | Jingshanosaurus |
|  |                 |
|  | Seitaad         |
|  |                 |

|  | \| \| Jingshanosaurus \| \| \| \| \| \| Seitaad \| \| \| \| |
|  |                                                             |
|  | Anchisauria → vers sauropodes                               |
|  |                                                             |
|  | Jingshanosaurus                                             |
|  |                                                             |
|  | Seitaad                                                     |
|  |                                                             |

|  | Jingshanosaurus |
|  |                 |
|  | Seitaad         |
|  |                 |

|  | \| \| Jingshanosaurus \| \| \| \| \| \| Seitaad \| \| \| \| |
|  |                                                             |
|  | Anchisauria → vers sauropodes                               |
|  |                                                             |
|  | Jingshanosaurus                                             |
|  |                                                             |
|  | Seitaad                                                     |
|  |                                                             |

|  | Jingshanosaurus |
|  |                 |
|  | Seitaad         |
|  |                 |

|  | Eucnemesaurus |
|  |               |
|  | Riojasaurus   |
|  |               |

|  | \| \| Jingshanosaurus \| \| \| \| \| \| Seitaad \| \| \| \| |
|  |                                                             |
|  | Anchisauria → vers sauropodes                               |
|  |                                                             |
|  | Jingshanosaurus                                             |
|  |                                                             |
|  | Seitaad                                                     |
|  |                                                             |

|  | Jingshanosaurus |
|  |                 |
|  | Seitaad         |
|  |                 |

|  | \| \| Jingshanosaurus \| \| \| \| \| \| Seitaad \| \| \| \| |
|  |                                                             |
|  | Anchisauria → vers sauropodes                               |
|  |                                                             |
|  | Jingshanosaurus                                             |
|  |                                                             |
|  | Seitaad                                                     |
|  |                                                             |

|  | Jingshanosaurus |
|  |                 |
|  | Seitaad         |
|  |                 |

|  | \| \| Jingshanosaurus \| \| \| \| \| \| Seitaad \| \| \| \| |
|  |                                                             |
|  | Anchisauria → vers sauropodes                               |
|  |                                                             |
|  | Jingshanosaurus                                             |
|  |                                                             |
|  | Seitaad                                                     |
|  |                                                             |

|  | Jingshanosaurus |
|  |                 |
|  | Seitaad         |
|  |                 |

|  | \| \| Jingshanosaurus \| \| \| \| \| \| Seitaad \| \| \| \| |
|  |                                                             |
|  | Anchisauria → vers sauropodes                               |
|  |                                                             |
|  | Jingshanosaurus                                             |
|  |                                                             |
|  | Seitaad                                                     |
|  |                                                             |

|  | Jingshanosaurus |
|  |                 |
|  | Seitaad         |
|  |                 |

|  | Eucnemesaurus |
|  |               |
|  | Riojasaurus   |
|  |               |

|  | \| \| Jingshanosaurus \| \| \| \| \| \| Seitaad \| \| \| \| |
|  |                                                             |
|  | Anchisauria → vers sauropodes                               |
|  |                                                             |
|  | Jingshanosaurus                                             |
|  |                                                             |
|  | Seitaad                                                     |
|  |                                                             |

|  | Jingshanosaurus |
|  |                 |
|  | Seitaad         |
|  |                 |

|  | \| \| Jingshanosaurus \| \| \| \| \| \| Seitaad \| \| \| \| |
|  |                                                             |
|  | Anchisauria → vers sauropodes                               |
|  |                                                             |
|  | Jingshanosaurus                                             |
|  |                                                             |
|  | Seitaad                                                     |
|  |                                                             |

|  | Jingshanosaurus |
|  |                 |
|  | Seitaad         |
|  |                 |

|  | \| \| Jingshanosaurus \| \| \| \| \| \| Seitaad \| \| \| \| |
|  |                                                             |
|  | Anchisauria → vers sauropodes                               |
|  |                                                             |
|  | Jingshanosaurus                                             |
|  |                                                             |
|  | Seitaad                                                     |
|  |                                                             |

|  | Jingshanosaurus |
|  |                 |
|  | Seitaad         |
|  |                 |

|  | \| \| Jingshanosaurus \| \| \| \| \| \| Seitaad \| \| \| \| |
|  |                                                             |
|  | Anchisauria → vers sauropodes                               |
|  |                                                             |
|  | Jingshanosaurus                                             |
|  |                                                             |
|  | Seitaad                                                     |
|  |                                                             |

|  | Jingshanosaurus |
|  |                 |
|  | Seitaad         |
|  |                 |